# الحقلانية
الحقلانية مدينة عراقية تقع غربي العراق على الضفة الغربية لنهر الفرات ويحدها من الشرق مدينة بروانة، وتبعد مسافة 170كلم غرب الرمادي، عاصمة محافظة الأنبار، يبلغ عدد سكانها (15.000) خمست عشر الف نسمة، يعتمد اهالي مدينة الحقلانية على تربية المواشي والزراعة والتجارة والصيد كمصدر رزق لهم .
خلال السنوات الماضية شهدت الحقلانية أعمال مسلحة واسعة ضد القوات الإمريكي،
وقد انسحبت القوات الأمريكية من مدن الحقلانية وحديثة وبروانة في تاريخ 2008/مارس، وفي الوقت الحالي تسيطر قوات الشرطة على المدينة.